# Municipio de Karlshamn
El municipio de Karlshamn (en sueco: Karlshamns kommun) es un municipio en la provincia de Blekinge, al sur de Suecia. Su sede se encuentra en la ciudad de Karlshamn. El municipio actual fue creado en 1971 cuando la ciudad de Karlshamn se fusionó con Asarum, Hällaryd y Mörrum.

## Localidades
Hay 6 áreas urbanas (tätort) en el municipio:
| # | Tätort    | Población |
| - | --------- | --------- |
| 1 | Karlshamn | 19,075    |
| 2 | Mörrum    | 3,695     |
| 3 | Svängsta  | 1,682     |
| 4 | Hällaryd  | 546       |
| 5 | Åryd      | 336       |
| 6 | Torarp    | 263       |

## Ciudades hermanas
Karlshamn está hermanado o tiene tratado de cooperación con:
- Rønne, Dinamarca
- Stade, Alemania
- Sopot, Polonia
- Heinola, Finlandia
- Svetlogorsk, Rusia